# 乔格·勃兰特
乔格·勃兰特（Georg Brandt，1694年6月26日—1768年4月29日）是瑞典化学家和矿物学家，于1735年发现钴。因揭露炼金术士的欺诈行为而闻名。

## 生平
勃兰特出生于瑞典西曼兰省，父亲是矿主兼药剂师。勃兰特是乌普萨拉大学的化学教授，逝世于斯德哥尔摩。他用实验证实了钴是玻璃中蓝色的来源，此前人们将玻璃中蓝色的来源归因于铋元素，铋与钴是同时被发现的化学元素。 

## 科学发现
大约1741年，勃兰特给出了以下六种方法来区分在同一矿石中发现的铋和钴：
1. 铋单质会断裂，而钴更像是真正的金属。
2. 纯的钴金属与燧石、固定碱融合，会形成蓝色玻璃，称为扎法拉 (zaffera)。铋则不然。
3. 铋很容易熔化，如果保持熔化，可在空气中将其煅烧成黄色粉末。
4. 铋与汞可形成合金；而纯的钴金属则不行。
5. 铋溶于硝酸和王水，放入纯水中产生白色沉淀。而纯的钴金属需要碱才能沉淀，可形成深色或黑色沉淀。